# Giuseppe Liberto
Giuseppe Liberto (* 21. August 1943 in Chiusa Sclafani) ist ein italienischer Priester, Chorleiter, Komponist und ehemaliger Leiter des Chors der Sixtinischen Kapelle.

## Leben
Er studierte Philosophie und Theologie am Priesterseminar des Erzbistums Monreale und wurde 1969 zum Priester geweiht. Vom Beginn seines Wirkens hat er die Aufgabe seines Kapellmeisters in der Kathedrale von Monreale durchgeführt. Er unterrichtete auch an dem Conservatorio Vincenzo Bellini in Palermo, wo er Diplome in Komposition und Instrumentierung erhielt, und an der Theologischen Fakultät Siziliens, wo er liturgische Musikwissenschaft lehrte. 
Am 29. Mai 1997 ernannte Papst Johannes Paul II. ihn zum Leiter des Chors der Sixtinischen Kapelle. Zusätzlich zu den zahlreichen Feiern dirigierte er die päpstlichen Kapelle in mehr als 70 Konzerten in Italien und im Ausland: (Japan, Ungarn, Malta, Spanien, Kroatien, Albanien und Deutschland). 
Für die Libreria Editrice Vaticana veröffentlichte er 2004 in der Reihe  Liturgica Poliphonia - I Canti della Cappella Musicale Pontificia "Sistina" , mit bereits vorhandenen Inhalten seine Kompositionen: Crux gloria, Te Deum laudamus, Magnificat, Laudate Pueri, Missa „Pie Iesu Domine“, Tu es Petrus und Mane nobiscum Domine. Im Jahr 2004 veröffentlichte er die CD Coronas Annum Benignitate seiner Orgelwerke, die des liturgischen Jahres, aufgezeichnet in Deutschland durch den Organisten Gianluca Libertucci. Er veröffentlichte auch bei den Edizioni Carrara, LDC, Vivere in, Pauline, Portiuncula, Kelidon Edizioni und OMC Casa Discografica.
Am 16. Oktober 2010 ernannte Benedikt XVI. Massimo Palombella SDB zum neuen Leiter des Chores der Sixtinischen Kapelle. Er wurde später zum Apostolischen Protonotar supra numerum ernannt.

## Werke
- Reihe Liturgica Poliphonia - I canti della Cappella Musicale Pontificia "Sistina":
  - Crux Gloria;
  - Te Deum Laudamus;
  - Magnificat;
  - Laudate Pueri;
  - Missa Pie Iesu Domine (mit dem Requiem gespielt bei der Beerdigung Papst Johannes Pauls II.);
  - Tu es Petrus (mit Lieder der Sixtinischen Kapelle für die Amtseinführung Papst Benedikts XVI.);
  - Mane Nobiscum Domine;
  - Tibi laus Domine;
- In Attesa dell'Aurora (Konzert für Orgel, Orchester und Mezzosopran);
- Cantata per l'adorazione della Croce (für Solisten, Chor und Orchester);
- Duo per Flauto e Pianoforte;
- Laudes Regiae  (Sextett für Blechblasinstrument und Orgel);
- Sigillo sul Cuore (für Streicher, Orgel, Solotrompete und Pauken);
- verschiedene Liriche für Singstimme und Klavier;
- Coronas Annum Benignitate Tua (mit seinen Kompositionen für die Orgel für das Kirchenjahr).

### Messen
- Messa Prima
- Messa Seconda
- Messa Terza
- Messa Quinta
- Messa Settima
- Messa Ottava
- Messa Nona